# Šoreja
Šoreja (pentakme, lat. Shorea, sin. Pentacme), rod korisnog drveća iz porodice dipterokarpovki. Postoji 189 priznatih vrsta u tropskoj Aziji, među kojima su poznatije vrste drvo “sal” (S. robusta) i međašno drvo koje se navodi kao važan izvor smole damar koja se koristi u obradbi papira, u mikroskopiji za učvršćivanje trajnih preparata, u farmaciji za priređivanje flastera i u fotografiji. Jedan od naziva za ovo drvo je trgovački naziv ili sinonim Shorea wiesneri.

## Opis
Shorea je rod biljaka iz obitelji Dipterocarpaceae, koji se sastoji od oko 360 vrsta visokog južnoazijskog zimzelenog drveća koje je izuzetno vrijedno zbog svoje drvene građe. “Sal” (Shorea robusta) je možda drugo najvažnije drvo (nakon tikovine) na Indijskom potkontinentu. “Sal” i S. talura također se uzgajaju za uzgoj insekata koji proizvode smolu koja se koristi u šelaku. S. macrophylla proizvodi illipe orašaste plodove koji sadrže mast koja se koristi kao zamjena za kakao maslac. Zajedno s nekoliko drugih vrsta, “dumala” (S. oblongifolia), vrlo veliko drvo, daje smolu damar, koja ima različite namjene, uključujući kao lak i tamjan.

## Vrste
1. Shorea acuminata Dyer
2. Shorea acuminatissima Symington
3. Shorea acuta P.S.Ashton
4. Shorea affinis (Thwaites) P.S.Ashton
5. Shorea agami P.S.Ashton
6. Shorea albida Symington
7. Shorea almon Foxw.
8. Shorea altopoensis Pierre
9. Shorea alutacea P.S.Ashton
10. Shorea amplexicaulis P.S.Ashton
11. Shorea andulensis P.S.Ashton
12. Shorea angustifolia P.S.Ashton
13. Shorea argentifolia Symington
14. Shorea asahi P.S.Ashton
15. Shorea assamica Dyer
16. Shorea astylosa Foxw.
17. Shorea atrinervosa Symington
18. Shorea bakoensis P.S.Ashton
19. Shorea balanocarpoides Symington
20. Shorea beccariana Burck
21. Shorea bentongensis Foxw.
22. Shorea biawak P.S.Ashton
23. Shorea blumutensis Foxw.
24. Shorea bracteolata Dyer
25. Shorea brunnescens P.S.Ashton
26. Shorea bullata P.S.Ashton
27. Shorea calcicola P.S.Ashton
28. Shorea carapae P.S.Ashton
29. Shorea chaiana P.S.Ashton
30. Shorea ciliata King
31. Shorea collaris Slooten
32. Shorea collina Ridl.
33. Shorea confusa P.S.Ashton
34. Shorea congestiflora (Thwaites) P.S.Ashton
35. Shorea conica Slooten
36. Shorea contorta S.Vidal
37. Shorea cordata P.S.Ashton
38. Shorea cordifolia (Thwaites) P.S.Ashton
39. Shorea coriacea Burck
40. Shorea crassa P.S.Ashton
41. Shorea curtisii Dyer ex King
42. Shorea cuspidata P.S.Ashton
43. Shorea dasyphylla Foxw.
44. Shorea dealbata Foxw.
45. Shorea dispar P.S.Ashton
46. Shorea disticha (Thwaites) P.S.Ashton
47. Shorea domatiosa P.S.Ashton
48. Shorea dyeri Thwaites ex Trimen
49. Shorea elliptica Burck
50. Shorea exelliptica Meijer
51. Shorea faguetiana F.Heim
52. Shorea faguetioides P.S.Ashton
53. Shorea falcata J.E.Vidal
54. Shorea falcifera Dyer ex Brandis
55. Shorea falciferoides Foxw.
56. Shorea fallax Meijer
57. Shorea farinosa C.E.C.Fisch.
58. Shorea ferruginea Dyer ex Brandis
59. Shorea flaviflora G.H.S.Wood ex P.S.Ashton
60. Shorea flemmichii Symington
61. Shorea foraminifera P.S.Ashton
62. Shorea foxworthyi Symington
63. Shorea furfuracea Miq.
64. Shorea gardneri (Thwaites) P.S.Ashton
65. Shorea geniculata Symington ex P.S.Ashton
66. Shorea gibbosa Brandis
67. Shorea glauca King
68. Shorea gratissima (Wall. ex Kurz) Dyer
69. Shorea guiso (Blanco) Blume
70. Shorea havilandii Brandis
71. Shorea hemsleyana King ex Foxw.
72. Shorea henryana Pierre ex Laness.
73. Shorea hopeifolia (F.Heim) Symington
74. Shorea hulanidda Kosterm.
75. Shorea hypochra Hance
76. Shorea hypoleuca Meijer
77. Shorea iliasii P.S.Ashton
78. Shorea inaequilateralis Symington
79. Shorea inappendiculata Burck
80. Shorea induplicata Slooten
81. Shorea isoptera P.S.Ashton
82. Shorea javanica Koord. & Valeton
83. Shorea johorensis Foxw.
84. Shorea kuantanensis P.S.Ashton
85. Shorea kudatensis G.H.S.Wood ex Meijer
86. Shorea kunstleri King
87. Shorea ladiana P.S.Ashton
88. Shorea laevis Ridl.
89. Shorea lamellata Foxw.
90. Shorea laxa Slooten
91. Shorea lepidota (Korth.) Blume
92. Shorea leprosula Miq.
93. Shorea leptoderma Meijer
94. Shorea lissophylla Thwaites
95. Shorea longiflora (Brandis) Symington
96. Shorea longisperma Roxb.
97. Shorea lumutensis Symington
98. Shorea lunduensis P.S.Ashton
99. Shorea macrantha Brandis
100. Shorea macrobalanos P.S.Ashton
101. Shorea macrophylla (de Vriese) P.S.Ashton
102. Shorea macroptera Dyer
103. Shorea malibato Foxw.
104. Shorea materialis Ridl.
105. Shorea maxima (King) Symington
106. Shorea maxwelliana King
107. Shorea mecistopteryx Ridl.
108. Shorea megistophylla P.S.Ashton
109. Shorea micans P.S.Ashton
110. Shorea monticola P.S.Ashton
111. Shorea montigena Slooten
112. Shorea mujongensis P.S.Ashton
113. Shorea multiflora (Burck) Symington
114. Shorea myrionerva Symington ex P.S.Ashton
115. Shorea negrosensis Foxw.
116. Shorea oblongifolia Thwaites
117. Shorea obovoidea Slooten
118. Shorea obscura Meijer
119. Shorea obtusa Wall. ex Blume
120. Shorea ochracea Symington
121. Shorea ochrophloia Symington
122. Shorea ovalifolia (Thwaites) P.S.Ashton
123. Shorea ovalis (Korth.) Blume
124. Shorea ovata Dyer ex Brandis
125. Shorea pachyphylla Ridl. ex Symington
126. Shorea palembanica Miq.
127. Shorea pallescens P.S.Ashton
128. Shorea pallidifolia P.S.Ashton
129. Shorea palosapis (Blanco) Merr.
130. Shorea parvifolia Dyer
131. Shorea parvistipulata F.Heim
132. Shorea patoiensis P.S.Ashton
133. Shorea pauciflora King
134. Shorea peltata Symington
135. Shorea pilosa P.S.Ashton
136. Shorea pinanga Scheff.
137. Shorea platycarpa F.Heim
138. Shorea platyclados Slooten ex Endert
139. Shorea polita S.Vidal
140. Shorea polyandra P.S.Ashton
141. Shorea polysperma (Blanco) Merr.
142. Shorea praestans P.S.Ashton
143. Shorea pubistyla P.S.Ashton
144. Shorea quadrinervis Slooten
145. Shorea resinosa Foxw.
146. Shorea reticulata Thwaites ex Dyer
147. Shorea retinodes Slooten
148. Shorea retusa Meijer
149. Shorea revoluta P.S.Ashton
150. Shorea richetia Symington
151. Shorea robusta C.F.Gaertn.
152. Shorea rotundifolia P.S.Ashton
153. Shorea roxburghii G.Don
154. Shorea rubella P.S.Ashton
155. Shorea rubra P.S.Ashton
156. Shorea rugosa F.Heim
157. Shorea sagittata P.S.Ashton
158. Shorea scaberrima Burck
159. Shorea scabrida Symington
160. Shorea scrobiculata Burck
161. Shorea selanica (Lam.) Blume
162. Shorea seminis (de Vriese) Slooten
163. Shorea siamensis Miq.
164. Shorea singkawang (Miq.) Burck
165. Shorea slootenii P.S.Ashton
166. Shorea smithiana Symington
167. Shorea splendida (de Vriese) P.S.Ashton
168. Shorea squamata (Turcz.) Dyer ex S.Vidal
169. Shorea stenoptera Burck
170. Shorea stipularis Thwaites
171. Shorea subcylindrica Slooten
172. Shorea submontana Symington
173. Shorea sumatrana (Slooten ex Thorenaar) Desch
174. Shorea superba Symington
175. Shorea symingtonii G.H.S.Wood
176. Shorea tenuiramulosa P.S.Ashton
177. Shorea teysmanniana Dyer ex Brandis
178. Shorea thorelii Pierre ex Laness.
179. Shorea trapezifolia (Thwaites) P.S.Ashton
180. Shorea tumbuggaia Roxb.
181. Shorea uliginosa Foxw.
182. Shorea venulosa G.H.S.Wood ex Meijer
183. Shorea virescens Parijs
184. Shorea waltonii G.H.S.Wood ex Meijer
185. Shorea wangtianshuea Y.K.Yang & J.K.Wu
186. Shorea woodii P.S.Ashton
187. Shorea worthingtonii P.S.Ashton
188. Shorea xanthophylla Symington
189. Shorea zeylanica (Thwaites) P.S.Ashton